# Bulgarischer Fußballpokal 2019/20
Der Bulgarischer Fußballpokal 2019/20 war die 80. Austragung des Pokalwettbewerbs im Fußball in Bulgarien. Pokalsieger wurde Titelverteidiger Lokomotive Plowdiw. Das Team setzte sich im Finale gegen ZSKA Sofia nach Elfmeterschießen durch. Durch den Sieg qualifizierte sich Lokomotive für die 1. Qualifikationsrunde der UEFA Europa League 2020/21.

## Modus
Bis zum Viertelfinale und im Finale wurden die Begegnungen in einem Spiel entschieden. Bei unentschiedenem Ausgang gab es eine Verlängerung von zweimal 15 Minuten und gegebenenfalls ein Elfmeterschießen.
Im Halbfinale wurde der Sieger in Hin- und Rückspiel ermittelt. Bei Torgleichheit entschied zunächst die Anzahl der auswärts erzielten Tore, danach eine Verlängerung und falls erforderlich ein Elfmeterschießen.

## Teilnehmer
| Parwa liga (14) | Wtora liga (16) | Regionalcup (16) |
| --- | --- | --- |
| - Arda Kardschali - Beroe Stara Sagora - Botew Plowdiw - FC Botew Wraza - FC Dunaw Russe - SFK Etar Weliko Tarnowo - Lewski Sofia - Lokomotive Plowdiw - Ludogorez Rasgrad - Slawia Sofia - Tscherno More Warna - Witoscha Bistriza - Zarsko Selo Sofia - ZSKA Sofia | - Botew Galabowo - FC Hebar Pasardschik - Kariana Erden - Litex Lowetsch - Lok Gorna Orjachowiza - Lokomotive Sofia - PFK Montana - Neftochimik Burgas - Pirin Blagoewgrad - OFK Pomorie - Septemwri Sofia - FK Spartak Plewen - Spartak Warna - Strumska Slawa Radomir - Tschernomorez Baltschik - ZSKA 1948 Sofia | Nordwest Gruppe: - FC Drenowez (III) - Lato Alekowo (IV) - Partizan Tscherwen Brjag (III) - FC Sewliewo (III) Nordost Gruppe: - PFC Dobrudscha Dobritsch (III) - FC Hitrino (III) - FC Suworowo (III) - Swetkawiza Targowischte (III) Südwest Gruppe: - FC Balkan Botewgrad (III) - FK Botew Ichtiman (III) - Minjor Pernik (III) - Wichren Sandanski (III) Südost Gruppe: - FK Mariza Plowdiw (III) - FC Sosopol (III) - Warbiza Benkowski (IV) - Sagorez Nowa Sagora (III) |

## Vorrunde
Teilnehmer: 14 Zweitligisten und 15 Sieger des regionalen Amateurwettbewerbs, davon erhielt FK Botew Ichtiman ein Freilos für diese Runde.
| Datum      |                                | Ergebnis              |                              |
| ---------- | ------------------------------ | --------------------- | ---------------------------- |
| 04.09.2019 | FC Hitrino (III)               | 1:2                   | Kariana Erden (II)           |
| 04.09.2019 | Lato Alekowo (IV)              | 0:1                   | Spartak Warna (II)           |
| 05.09.2019 | FK Mariza Plowdiw (III)        | 1:3                   | Lok Gorna Orjachowiza (II)   |
| 05.09.2019 | Minjor Pernik (III)            | 1:0                   | Strumska Slawa Radomir (II)  |
| 05.09.2019 | FC Sosopol (III)               | 0:1                   | OFK Pomorie (II)             |
| 05.09.2019 | Swetkawiza Targowischte (III)  | 1:4                   | FK Spartak Plewen (II)       |
| 05.09.2019 | Warbiza Benkowski (IV)         | 1:4                   | Tschernomorez Baltschik (II) |
| 05.09.2019 | Wichren Sandanski (III)        | 0:2                   | Botew Galabowo (II)          |
| 05.09.2019 | PFC Dobrudscha Dobritsch (III) | 1:0                   | Lokomotive Sofia (II)        |
| 05.09.2019 | FC Drenowez (III)              | 1:2 n. V.             | Litex Lowetsch (II)          |
| 05.09.2019 | Partizan Tscherwen Brjag (III) | 1:4                   | FC Hebar Pasardschik (II)    |
| 05.09.2019 | FC Suworowo (III)              | 0:3                   | ZSKA 1948 Sofia (II)         |
| 05.09.2019 | Sagorez Nowa Sagora (III)      | 0:0 n. V. (5:4 i. E.) | Pirin Blagoewgrad (II)       |
| 06.09.2019 | FC Sewliewo (III)              | 1:3 n. V.             | Neftochimik Burgas (II)      |
|            | FK Botew Ichtiman (III)        | Freilos               |                              |

## 1. Runde
Teilnehmer: Die 15 Sieger der Vorrunde, alle 14 Erstligisten, 2 weitere Zweitligisten (Septemwri Sofia und PFK Montana), sowie der Sieger des regionalen Amateurpokals (FC Balkan Botewgrad).
| Datum      |                                | Ergebnis |                             |
| ---------- | ------------------------------ | -------- | --------------------------- |
| 24.09.2019 | FK Botew Ichtiman (III)        | 0:3      | Tscherno More Warna (I)     |
| 24.09.2019 | Kariana Erden (II)             | 3:0      | Zarsko Selo Sofia (I)       |
| 24.09.2019 | Lok Gorna Orjachowiza (II)     | 0:3      | ZSKA Sofia (I)              |
| 25.09.2019 | PFC Dobrudscha Dobritsch (III) | 0:4      | FC Botew Wraza (I)          |
| 25.09.2019 | Minjor Pernik (III)            | 1:2      | Botew Plowdiw (I)           |
| 25.09.2019 | Spartak Warna (II)             | 1:5      | Lewski Sofia (I)            |
| 25.09.2019 | Sagorez Nowa Sagora (III)      | 0:4      | Slawia Sofia (I)            |
| 25.09.2019 | Litex Lowetsch (II)            | 3:0      | PFK Montana (II)            |
| 25.09.2019 | Neftochimik Burgas (II)        | 1:4      | Ludogorez Rasgrad (I)       |
| 26.09.2019 | FC Balkan Botewgrad (III)      | 0:3      | Lokomotive Plowdiw (I)      |
| 26.09.2019 | FC Hebar Pasardschik (II)      | 0:2      | Arda Kardschali (I)         |
| 26.09.2019 | OFK Pomorie (II)               | 0:2      | Beroe Stara Sagora (I)      |
| 26.09.2019 | FK Spartak Plewen (II)         | 3:4      | Septemwri Sofia (II)        |
| 26.09.2019 | Tschernomorez Baltschik (II)   | 0:4      | Witoscha Bistriza (I)       |
| 26.09.2019 | Botew Galabowo (II)            | 2:1      | SFK Etar Weliko Tarnowo (I) |
| 26.09.2019 | ZSKA 1948 Sofia (II)           | 2:1      | FC Dunaw Russe (I)          |

## Achtelfinale
| Datum      |                        | Ergebnis |                         |
| ---------- | ---------------------- | -------- | ----------------------- |
| 03.12.2019 | Beroe Stara Sagora (I) | 3:4      | ZSKA 1948 Sofia (II)    |
| 03.12.2019 | Slawia Sofia (I)       | 1:2      | Botew Plowdiw (I)       |
| 04.12.2019 | Septemwri Sofia (II)   | 0:3      | Ludogorez Rasgrad (I)   |
| 04.12.2019 | Botew Galabowo (II)    | 2:1      | Witoscha Bistriza (I)   |
| 04.12.2019 | FC Botew Wraza (I)     | 4:0      | Kariana Erden (II)      |
| 04.12.2019 | Lewski Sofia (I)       | 1:0      | Tscherno More Warna (I) |
| 05.12.2019 | Arda Kardschali (I)    | 0:1      | ZSKA Sofia (I)          |
| 05.12.2019 | Lokomotive Plowdiw (I) | 2:1      | Litex Lowetsch (II)     |

## Viertelfinale
| Datum      |                        | Ergebnis              |                       |
| ---------- | ---------------------- | --------------------- | --------------------- |
| 03.03.2020 | Lokomotive Plowdiw (I) | 2:0                   | ZSKA 1948 Sofia (II)  |
| 03.03.2020 | ZSKA Sofia (I)         | 2:1                   | FC Botew Wraza (I)    |
| 04.03.2020 | Botew Galabowo (II)    | 0:1 n. V.             | Botew Plowdiw (I)     |
| 05.03.2020 | Lewski Sofia (I)       | 0:0 n. V. (6:5 i. E.) | Ludogorez Rasgrad (I) |

## Halbfinale
Die Hinspiele waren zwischen dem 7. und 9. April geplant, während die Rückspiele zwischen dem 21. und 23. April 2020 angesetzt waren. Am 13. März 2020 unterbrach der Bulgarische Fußballverband (BFS) alle Spiele in Bulgarien wegen des Ausbruchs des Coronavirus bis zum 13. April 2020. Am 6. April 2020 verlängerte der BFS die Spielverschiebung bis zum 13. Mai 2020. Am 15. Mai 2020 erklärte der BFS die Bereitschaft, den Wettbewerb nach der Lockerung des Ausnahmezustands im Zusammenhang mit der Pandemie wieder aufzunehmen. Nach Rücksprache mit den vier Halbfinalisten wurde am 21. Mai beschlossen, die Hinspiele wie geplant am 9. und 10. Juni auszutragen. Am 15. Juni plante der BFS die Rückspiele für den 23. und 24. Juni. Die Spiele wurden aufgrund von Gesundheitsvorschriften in Stadien mit reduzierter Kapazität ausgetragen. Laut einer Verordnung des Gesundheitsministeriums vom 2. Juni durften die Stadien in den Hinspielen bis zu 30 % ausgelastet werden. Gemäß einer Verordnung des Gesundheitsministeriums vom 23. Juni durften die Stadien in den Rückspielen bis zu 50 % ausgelastet werden, jedoch nicht mehr als 1.000 Zuschauer pro Block.
| Datum             |                        | Gesamt |                  | Hinspiel | Rückspiel |
| ----------------- | ---------------------- | ------ | ---------------- | -------- | --------- |
| 09.06./23.06.2020 | Lokomotive Plowdiw (I) | 2:0    | Lewski Sofia (I) | 2:0      | 0:0       |
| 10.06./24.06.2020 | Botew Plowdiw (I)      | 0:2    | ZSKA Sofia (I)   | 0:0      | 0:2       |

## Finale
Am 27. Juni gab der Bulgarische Fußballverband bekannt, dass das Stadion gemäß der Gesundheitsvorschriften des Gesundheitsministeriums bis zu 30 % (12.000 Zuschauer mit bis zu 3.000 Zuschauer pro Block) ausgelastet werden darf.
| Paarung            | ZSKA Sofia – Lokomotive Plowdiw |
| Ergebnis           | 0:0 n. V., 3:5 i. E. |
| Datum              | 1. Juli 2020 |
| Stadion            | Wassil-Lewski-Stadion, Sofia |
| Zuschauer          | 12.000 |
| Schiedsrichter     | Georgi Kabakow |
| Tore               | Elfmeterschießen: 0:1 Dimitar Iliew 1:1 Petar Sanew 1:2 Dinis Almeida Ali Sowe (gehalten) 1:3 Birsent Karagaren 2:3 Geferson 2:4 Dominique Malonga 3:4 Graham Carey 3:5 Momtschil Zwetanow |
| ZSKA Sofia         | Gustavo Busatto – Iwan Turizow, Walentin Antow, Petar Sanew , Bradley Mazikou – Kristijan Malinow, Rúben Pinto (117. Plamen Galabow) – Evandro (57. Henrique, 111. Geferson), Tiago Rodrigues (88. Stefano Beltrame), Graham Carey – Ali Sowe Cheftrainer: Miloš Kruščić ( Serbien)                                   |
| Lokomotive Plowdiw | Martin Lukow (120.+1' Ilko Pirgow) – Miloš Petrović, Dinis Almeida, Lucas Masoero – Birsent Karagaren, Parwisdschon Umarbajew (110. Dominique Malonga), Lucas Salinas (88. Momtschil Zwetanow), Petar Witanow, Josip Tomašević – Dimitar Iliew , Ante Aralica Cheftrainer: Bruno Akrapović ( Bosnien und Herzegowina) |
| Gelbe Karten       | Rúben Pinto, Walentin Antow, Ali Sowe, Petar Sanew – Birsent Karagaren, Ante Aralica, Martin Lukow |
| Platzverweise      | Kristijan Malinow (115.) – keine |